# Пресека (община Бабушница)
Вижте пояснителната страница за други значения на Пресека.
Пресека (на сръбски: Пресека или Preseka) е село в Западните покрайнини, община Бабушница, Пиротски окръг, Сърбия. През 2002 година населението му е 268 души, докато през 1991 година е било 364 души. В селото живеят предимно българи.

## География
Пресека се намира на вододела на басейните на реките Ерма и Власина.

## История
Според местни предания в миналото селото се е намирало на 200 метра от днешното място и се е наричало Локве. За най-стари родове се смятат Петринци, Цвоиловци, Гущерци, Джоринци, Велковци, Здравковци и Вучковци. Родът Рамадановци води началото си от турчин, приел християнството и останал в селото.
При прокарването на границата по Берлинския договор от 1878 година селото е разделено на две. По-голямата част е включена в Княжество България, а другата попада в Княжество Сърбия. Географът Йован Чирич смята, че тогава местните жители преименуват село Локве на Пресека (пресечено село), но селото се среща под сегашното си име и преди това. В приписка от 1873 година в книга в църквата в Студена Пресека е спомената като едно от селата в района.
През 1887 година училищният инспектор в Пиротски окръг констатира, че децата от сръбската част на селото посещават училища на българска територия – в Звонци и Ракита.
От 1909 година българското село Пресека е част от Звонска община.
На 1 октомври 1915 година, при намесата на България в Първата световна война, край Пресека се водят сражения между сръбски войски и части от 42 пехотен полк.
След промяната на границата през 1920 година двете части на селото са обединени от сръбските власти.

## Население
- 1948 – 606 жители.
- 1953 – 630 жители.
- 1961 – 647 жители.
- 1971 – 611 жители.
- 1981 – 535 жители.
- 1991 – 364 жители.
- 2002 – 268 жители.

При преброяването от 2002 година 165 жители на Пресека са записани като българи, а 85 – като сърби. Един не е изявил етническа принадлежност.